# 제18회 EBS 국제다큐영화제
제18회 EBS 국제다큐영화제는 2021년 8월 23일에 열린 시상식이다.

## 수상 및 후보

### 대상
- 옴진리교: 지하철 사린 사건과 나 - 사카하라 아쓰시 수상

### 대상(글로벌)
- 시마스 씨의 도약 - 기에드레 히츠키타 수상

### 심사위원 특별상(글로벌)
- 울림의 탄생 - 이정준 수상

### 심사위원 특별상(아시아)
- 표류하는 마을 - 프리차 스리수완 수상

### 시청자 관객상(글로벌)
- 울림의 탄생 - 이정준 수상

### 시청자 관객상(아시아)
- 그만 좀 하소 - 심영화 수상

### 심사위원 특별 언급
- 라야 할머니의 전쟁 - 예핌 그라보이 수상

### EIDF-고양 모바일 단편 공모전 대상
- 이안과 세상 - 박가영 수상

### EIDF-고양 모바일 단편 공모전 최우수상
- 흰여울 - 신혜연 수상

### EIDF-고양 모바일 단편 공모전 우수상
- 아빠, 나 어떻게 생겼는지 보여? - 장병섭 수상

### 페스티벌 초이스
- 디어 퓨쳐 칠드런 - 프란츠 봄
- 울림의 탄생 - 이정준
- 네메시스 - 토머스 임바치
- 시마스 씨의 도약 - 기에드레 히츠키타
- 너의 이야기 - 앨리슨 쿤
- 최초의 만찬 - 수잰 크로커
- 국경담 - 사마르트 마하잔
- 라야 할머니의 전쟁 - 예핌 그라보이
- 디아스포라의 해안 - 우쯔안
- 옴진리교: 지하철 사린 사건과 나 - 사카하라 아쓰시
- 그만 좀 하소 - 심영화
- 봉명주공 - 김기성
- 표류하는 마을 - 프리차 스리수완

### 컨템포러리 다큐 파노라마
- 종의 보존 VS 인류생존 - 데이비드 아벨 외 1명
- 타임머신을 샀다 - 박연
- 코로나 그리고 전쟁 - 나왈 알마그하피
- 60세 미만 출입금지 - 이승주
- 요양원 비밀요원 - 마이테 알베르디
- 식탁에선 울지 않기 - 캐롤 응우옌
- 잘 알지도 못하면서 - 박지윤
- 마야 - 잠시드 모자데디 외 1명
- 누가 영웅인가 - 슈틴 데코낭크 외 1명
- 낙원 - 마크 피에르셸

### 클로즈업 아이콘
- 마이크를 잡은 소나 - 딥티 굽타
- 그웬 버돈: 할리우드 댄싱 퀸 - 크리스 존슨 외 1명
- 국부 존 포드 - 장크리스토프 클로츠
- 슈퍼 에이블 - 아르얀마 레베타
- 송해 1927 - 윤재호
- 한니발 홉킨스와 안소니 경 - 클라라 쿠퍼버그 외 1명
- 아이스다이버 키키 - 나이스 바하이
- 공개수배 뱅크시 - 오렐리아 루비에 외 1명
- 감성건축가, 알바 알토 - 비르피 수타리

### 공간의 기억
- 체르노빌: 지옥의 묵시록 - 이아라 리
- 행복의 속도 - 박혁지
- 한 시대의 끝에서 - 유타카 쿠와하라
- 오만 속 화성 - 바네사 델 캄포
- 위안 - 이혜린
- 군산전기 - 문승욱 외 1명

### 다큐의 열기
- 14인의 사범들 - 서민원
- 링사이드 - 안드레 회어만
- 언프리티 DJ - 스테이시 리
- 록필드의 농장 스튜디오 - 한나 배리맨
- 아자르와 벤테케의 브로맨스 - 토마스 브리크몽 외 1명

### 무형다큐제(祭)
- Silencio - Judit Klamar 외 1명
- 바람의 춤꾼 - 최상진
- 쿠반 댄서 - 로베르토 샐리나스
- 상자루의 길 - 박철우

### 키즈 앤 틴즈
- 우리들의 길 - 피에르프란체스코 리도니
- 안나푸르나의 김써르 - 이종은
- 아이비리그 캐슬 - 데비 럼
- 밤의 아이들 - 베흐루즈 누라니푸르
- 열한 살 - 캐롤라이나 애드마이어블 가르시아

### EIDF-고양 모바일 단편 공모전
- 쑥가라 - 김찬우
- 수선 - 김준희
- 학성동을 기록하다_기억의 골목 - 이이향
- 이안과 세상 - 박가영
- 흰여울 - 신혜연
- 문득, 향기가 나는 날엔 - 장다인
- 우리 결혼할 수 있을까? - 김신천
- 아빠, 나 어떻게 생겼는지 보여? - 장병섭

### 한-란 수교 60주년: 네덜란드 특별전
- 죽음에 대하여 - 폴 신 남 리흐터
- 그들이 부른 내 이름 - 산드라 비렌즈
- 락앤롤 네덜란드! - 헤티 나이켄스레텔 헴리히
- 안네 프랑크를 찾아서 - 사비나 페델리